# USS Smith (DD-17)
USS Smith (DD-17) – amerykański niszczyciel, okręt prototypowy typu Smith. Jego patronem był Lieutenant Joseph B. Smith.
Stępkę okrętu położono 18 marca 1908 w stoczni William Cramp and Sons w Filadelfii. Zwodowano go 20 kwietnia 1909, matką chrzestną była żona Edwarda Bridge`a Richardsona. Jednostka weszła do służby w US Navy 26 listopada 1909, jej pierwszym dowódcą był Lieutenant Commander D. F. Boyd.
Okręt był w służbie w czasie I wojny światowej. Działał jako jednostka eskortowa na wodach amerykańskich i europejskich.
Wraz z pancernikiem "Indiana" (BB-1) i okrętem podwodnym G-1 (SS-191) brał po wojnie udział w testach bombardowania lotniczego.
Wycofany ze służby 2 września 1919 został sprzedany na złom 20 grudnia 1921.